# El peligroso caso de Donald Trump
El peligroso caso de Donald Trump (The Dangerous Case of Donald Trump) es un libro de 2017 editado por Bandy X. Lee, una psiquiatra forense, que contiene ensayos de 27 psiquiatras, psicólogos y otros profesionales que describen el "peligro claro y presente" que la salud mental del expresidente estadounidense Donald Trump representa.  Una nueva edición actualizó y amplió el libro con ensayos adicionales, ahora con 37.  Lee sostiene que el libro sigue siendo estrictamente un servicio público y que todas las regalías fueron donadas al bien público para eliminar cualquier conflicto de intereses. 

## Sinopsis
Los autores sostienen que la salud mental del entonces presidente podría estar afectando la salud mental del pueblo de los Estados Unidos y que pone al país en grave riesgo de involucrarlo en una guerra y de socavar la democracia misma debido a su peligrosa patología. 
También comentan que la presidencia de Trump representa una emergencia que exige que los psiquiatras de Estados Unidos den la alarma. Aunque se ha afirmado repetidamente que han infringido la Regla Goldwater de la Asociación Estadounidense de Psiquiatría (que establece una regla ética que impediría que un psiquiatra de opiniones profesionales sobre figuras públicas sin una examinación profesional en persona), los autores sostienen que señalar la peligrosidad y solicitar una evaluación es diferente a un diagnóstico clínico. Han criticado a la Asociación Estadounidense de Psiquiatría por cambiar las normas y estándares profesionales, afirmando que es peligroso convertir las directrices éticas razonables en una regla de mordaza bajo presión política, silenciando entonces las voces que advierten de los peligros de personas en poder y con armas nucleares a la mano.  

## Recepción
Estelle Freedman, profesora Robinson de Historia de Estados Unidos en la Universidad de Stanford, dijo sobre el libro:
Esta reveladora colección se basa en la conciencia histórica de las formas en que los profesionales han respondido a los líderes fascistas y a los políticos inestables en el pasado. Es una valiosa fuente primaria que documenta el punto de inflexión crítico cuando la psiquiatría estadounidense revaluó la ética de restringir los comentarios sobre la salud mental de los funcionarios públicos a la luz del "deber de advertir" del peligro inminente. Los expertos médicos y legales evalúan cuidadosamente los diagnósticos del comportamiento de Trump y exploran astutamente cómo examinar a los candidatos políticos, abordar los temores de los clientes y evaluar el "efecto Trump" en nuestro tejido social. 
En una reseña del libro para The Wall Street Journal, Barton Swaim escribió: "El hecho de que los autores difieran en sus diagnósticos no da mucha confianza en el campo de la psiquiatría ni, de hecho, en el valor del libro", y afirmó que los autores del ensayo suenan "paranoicos".
Según Jeannie Suk Gersen en The New Yorker, "parece estar formándose un extraño consenso en torno al estado mental de Trump", incluyendo tanto a demócratas como republicanos, que dudan de la idoneidad de Trump para el cargo. 
En un artículo de blog republicado en Salon en septiembre de 2017, el periodista Bill Moyers escribió que "no habrá un libro publicado este otoño más urgente, importante o controvertido que El peligroso caso de Donald Trump". En una entrevista con Robert Jay Lifton, Moyers dijo que Trump "hace declaraciones cada vez más extrañas que se contradicen con evidencia irrefutable de lo contrario". Lifton contestó que Trump "no tiene un contacto claro con la realidad, aunque no estoy seguro de que califique como un delirio genuino", y agrega que cuando Trump afirmó que el expresidente Barack Obama nació en Kenia, "estaba manipulando esa mentira y, sin duda, creyéndola en parte". 
El periodista Carlos Lozada escribió en The Washington Post que muchos políticos y comentaristas se refirieron a Trump como "loco" o dudaron de su salud mental. En este libro, los profesionales de la salud mental examinan esa afirmación. Concluyen que "a alguien tan mentalmente inestable como el señor Trump simplemente no se le deberían confiar los poderes de vida o muerte de la presidencia". Lozada escribió que estas conclusiones son "convincentes", pero los presidentes con enfermedades mentales, como la depresión, pueden ser eficaces, y los presidentes sin enfermedades mentales pueden ser peligrosos.  Lozada luego nombraría el libro como el libro "más atrevido" que leyó en 2017. 
En septiembre de 2022, el libro llamado The Divider: Trump in the White House 2017-2021, de los periodistas Peter Baker y Susan Glasser de The New York Times y The New Yorker respectivamente, informó que John F. Kelly, ex-secretario de seguridad, había comprado en secreto el libro cuando era jefe de gabinete de Trump, de julio de 2017 a enero de 2019. Según los autores que entrevistaron a Kelly para el libro, este consideró que el libro le resultó útil para tratar con Trump, a quien consideraba inseguro, egoísta y un mentiroso patológico. 